# Бабочка (фильм, 2015)
«Бабочка» (исп. Mariposa) — аргентинский фильм 2015 года, поставленный режиссёром Марко Бергером. Мировая премьера ленты состоялась 7 февраля 2015 года на 65-м Берлинском кинофестивале, где она принимала участие в программе «Панорама». Фильм также участвовал в конкурсной программе «Солнечный зайчик» 45-го Киевского международного кинофестиваля «Молодость».

## Сюжет
Фильм рассказывает про молодых людей Ромину и Германа, которые скрывают свои чувства друг к другу вместо того, чтобы отдаться взаимным чувствам.